# 윤여길
윤여길(尹汝吉, 1940년 1월 29일 ~)은 대한민국의 공학자이다.

## 약력
- 육군사관학교 20기 학사.
- 육군보병학교 졸업
- 육군공병학교 졸업
- 육군포병학교 졸업
- 조지아 공과대학교 대학원 공학박사 출신
- 대우그룹 부사장
- 국방부 과학기술보좌관
- 국방과학연구소 연구위원